# Penn Quakers football
La squadra di football dei Penn Quakers rappresenta l'Università della Pennsylvania. I Quakers competono nella Football Championship Subdivision (FCS) della National Collegiate Athletics Association (NCAA) e nella Ivy League sin dalla sua fondazione nel 1956. La squadra ha vinto sette titoli nazionali, l'ultimo dei quali nel 1924, e disputa le sue gara interne allo storico Franklyn Field, il più vecchio stadio del football.

## Storia
Penn si autodefinisce "il programma più storico del college football". I Quakers hanno avito 63 giocatori inseriti nel First Team All-American e il college è l'alma mater di John Heisman (cui è dedicato il premio più famoso del football collegiale). La squadra ha vinto sette titoli nazionale (7ª di tutti i tempi) e disputato il primo Rose Bowl della storia, nel 1924.  Le 824 vittorie di Penn pongono l'istituto al decimo posto di tutti i tempi, mentre la sua percentuale di vittorie del 63,4% è la 21ª di tutti i tempi. 18 membri dei Quakers sono stati inseriti nella College Football Hall of Fame, più cinque allenatori. La squadra ha avuto inoltre undici stagioni da imbattura. I Quakers rimasero un college indipendente fino al 1956, quando si unirono ufficialmente alla Ivy League, che detiene il record NCAA per il maggior numero di titoli vinti dai suoi membri.

## Titoli

### Titoli nazionali
| Anno | Allenatore          | Record |
| ---- | ------------------- | ------ |
| 1894 | George Woodruff     | 12–0–0 |
| 1895 | George Woodruff     | 14–0–0 |
| 1897 | George Woodruff     | 15–0–0 |
| 1904 | Carl "Cap" Williams | 12–0–0 |
| 1907 | Carl "Cap" Williams | 11–1–0 |
| 1908 | Sol Metzger         | 11–0–1 |
| 1924 | Lou Young           | 9–1–1  |

## Giocatori celebri
- John Heisman - giocatore e allenatore a cui è dedicato l'Heisman Trophy, College Football Hall of Fame
- John H. Outland - giocatore a cui è dedicato l'Outland Trophy, College Football Hall of Fame
- Chuck Bednarik - giocatore a cui è dedicato il Chuck Bednarik Award, vincitore del Maxwell Award 1948, Pro Football Hall of Fame, College Football Hall of Fame
- Bert Bell - ex Commissioner della NFL, fondatore, proprietario e allenatore dei Philadelphia Eagles, proprietario dei Pittsburgh Steelers, Pro Football Hall of Fame
- Skip Minisi - scelta del primo giro del Draft NFL, College Football Hall of Fame
- Bob Odell - vincitore del Maxwell Award 1943, College Football Hall of Fame
- Reds Bagnell - vincitore del Maxwell Award 1941, All-American, secondo nell'Heisman Trophy, College Football Hall of Fame
- Jim Finn - 1999, full back titolare dei New York Giants nel Super Bowl XLII